# Мастгед
Мастге́д (англ. masthead) — обов'язковий розділ в друкованому ЗМІ.

## Трактування
Як правило, офіційно називається «вихідними даними» і займає одну з початкових сторінок видання (або розташовується на одній з таких сторінок). Вихідні відомості в ліцензійних і глянсових журналах і газетах прийнято називати «мастгедом» у вітчизняній практиці починаючи з початку століття. На відміну від синоніма «імпресум» (застосовується в основному відносно книг і мережевих ресурсів) слово «мастгед» прижилося у службовому лексиконі сучасних журналістів. Вживання терміну «імпресум» (що має німецьке походження) для журналів вважають помилковим.
Розділ включає базову інформацію про видання:
- Офіційно зареєстрована назва (яка часто відрізняється від заявленого на логотипі)
- Слоган
- Спеціалізацію
- Дату виходу номера,
- Періодичність виходу,
- Склад редакції та її адресу,
- (Рекомендовану) ціну примірника
- Інформацію про передплату (квартальну, піврічну та річну).